# Renault Mégane III
Mégane III er den tredje modelgeneration af den lille mellemklassebil Mégane fra den franske bilfabrikant Renault. Hatchbackudgaven blev i marts 2016 afløst af Mégane IV, og stationcarversionen Grandtour i september måned samme år.

## Modelhistorie
Den 29. november 2008 kom den tredje modelgeneration af Renault Mégane på markedet. Den officielle præsentation fandt sted en måned forinden på Paris Motor Show.
Udstyret omfatter for eksempel nøglekort med håndfri funktion, analog omdrejningstæller og digitalt speedometer. Navigationssystemet er i de første modeller af typen Carminat 3, som senere blev afløst af det billigere Carminat TomTom. Derudover blev modellen både mere sikker og mere miljøvenlig.
Coupéudgaven kom ud til forhandlerne den 23. januar 2009 og har sit eget karrosseri. Tredørsversionen er som standard udstyret med sportsundervogn (sænket 12 mm i forhold til femdørsudgaven) og alufælge.
Fra den 21. juni 2009 kunne Mégane igen fås som stationcar, stadigvæk med navnet Grandtour.
I november 2009 fulgte sportsudgaven R.S., baseret på Mégane Coupé og drevet af en 2,0-liters turbomotor (TCe) med 184 kW (250 hk). Med Mégane Coupé R.S. Trophy byggede Renault Sport efter Mégane R26.R igen den hurtigste, forhjulstrukne sportsvogn.
Den nye Coupé-cabriolet kompletterede modelprogrammet den 11. juni 2010.
Derudover præsenterede Renault på Frankfurt Motor Show 2009 en på Mégane III baseret sedan med navnet Fluence, som kom på markedet i august 2010. Fluence er i virkeligheden en Samsung SM3 bygget til det europæiske marked med modificeret front i Tyrkiet.
Til udviklingen af Mégane III afsatte Renault i alt ca. 93 mio. €. Modellen blev produceret på de tre fabrikker i Douai, Palencia og Bursa.
- Bagfra
- Renault Mégane Coupé (2009–2012)
- Renault Mégane Grandtour (2009–2012)
- Renault Mégane CC (2010–2012)
- Renault Mégane CC (2010–2012)

## Facelifts

### 2012
I april 2012 gennemgik Mégane et facelift med blandt andet nye frontskørter. Tågeforlygterne blev flyttet direkte ned i luftindtaget. Nyt var også LED-kørelyset (ekstraudstyr) placeret under hovedforlygterne. Desuden blev motorprogrammet udvidet med tre nye motorer med start/stop-system.

### 2014
I januar 2014 blev hatchback, coupé og stationcar (Grandtour) igen diskret modificeret, mens coupé-cabriolet fulgte i marts. Ved dette facelift blev frem for alt frontdesignet ændret og tilpasset den aktuelle Renault-designlinje. Ny i motorprogrammet var en 1,2-liters firecylindret benzinmotor med 97 kW (132 hk) og turbolader. Den vigtigste modifikation i kabinen var et nyt infotainmentsystem.
På Frankfurt Motor Show 2015 præsenterede Renault den fjerde modelgeneration af Mégane, som kom i handlen i første kvartal af 2016.

### Udstyrsvarianter
Tredje generation af Mégane findes i flere forskellige basisudstyrsvarianter, hvor "Luxe" hhv. "Privilège" (i Østrig) er den bedst udstyrede version. Udstyrsvarianterne er:
- Authentique (indstigningsmodel, også kaldet "Tonic"; fås ikke til Coupé)
- Expression
- Dynamique (indstigningsmodel for Coupé)
- Extreme (specialmodel til Coupé i Østrig)
- TomTom (specialmodel til femdørs og Grandtour)
- Emotion (specialmodel til Coupé oktober 2010 – 2011)
- Night & Day (specialmodel)
- Luxe (indeholder samtlige udstyrspakker)
- Privilège (i Østrig og Schweiz, svarer cirka til "Luxe")
- GT (kun for TCe 180 og dCi 160, fra Phase II "TCe 190 Start/Stop" og "dCi 165 FAP"; derudover fås udstyrspakken "GT Line" til alle Dynamique-modeller)
- GT 220 (kun TCe 220 og kun Grandtour)
- Sport (kun TCe 250, Mégane Coupé R.S. og Mégane Coupé R.S. Trophy TCe 265, fra Phase II kun TCe 265)
- Bose (specialmodel med Bose-lydsystem)

### Motorer
| Model         | Cylindre | Ventiler | Slagvolume cm³ | Max. effekt kW (hk) / omdr. | Max. drejningsmoment Nm / omdr. | 0-100 km/t sek. | Topfart km/t | Byggeår          | Varianter  |
| ------------- | -------- | -------- | -------------- | --------------------------- | ------------------------------- | --------------- | ------------ | ---------------- | ---------- |
| Benzinmotorer |          |          |                |                             |                                 |                 |              |                  |            |
| 1.2 TCe       | 4        | 16       | 1197           | 85 (115) / 4500             | 190 / 2000                      | 10,5            | 185          | 2/2012 – 2016    | 1, 2, 3    |
| 1.2 TCe       | 4        | 16       | 1197           | 97 (132) / 5500             | 205 / 2000                      | 9,8             | 190          | 3/2013 – 2016    | 1, 2, 3, 4 |
| 1.4 TCe       | 4        | 16       | 1397           | 96 (130) / 5500             | 190 / 2250                      | 9,6             | 200          | 4/2009 – 6/2013  | 1, 2, 3, 4 |
| 1.6 16V       | 4        | 16       | 1598           | 74 (100) / 5500             | 148 / 4250                      | 10,9            | 190          | 9/2008 – 11/2013 | 1          |
| 1.6 16V       | 4        | 16       | 1598           | 81 (110) / 6000             | 151 / 4250                      | 10,5            | 195          | 9/2008 – 2016    | 1, 2, 3, 4 |
| 1.6 16V E85   | 4        | 16       | 1598           | 81 (110) / 6000             | 151 / 4250                      | 10,5            | 195          | 4/2009 – 5/2010  | 1, 2       |
| 2.0 16V CVT   | 4        | 16       | 1997           | 103 (140) / 6000            | 195 / 3750                      | 10,3            | 195          | 4/2009 – 2016    | 1, 2, 3, 4 |
| 2.0 TCe       | 4        | 16       | 1998           | 132 (180) / 5500            | 300 / 2250                      | 7,8             | 230          | 1/2009 – 11/2013 | 1, 2, 3, 4 |
| 2.0 TCe       | 4        | 16       | 1998           | 140 (190) / 5500            | 300 / 2000                      | 7,7             | 230          | 6/2012 – 11/2013 | 1, 2, 3    |
| 2.0 TCe       | 4        | 16       | 1998           | 162 (220) / 5500            | 340 / 2000                      | 6,8             | 240          | 11/2012 – 2016   | 1, 2, 3    |
| 2.0 TCe       | 4        | 16       | 1998           | 184 (250) / 5500            | 340 / 3000                      | 6,1             | 245          | 11/2009 – 2/2012 | 3          |
| 2.0 TCe       | 4        | 16       | 1998           | 195 (265) / 5500            | 360 / 3000 – 5000               | 6,0             | 254          | 2/2012 – 2016    | 3          |
| 2.0 TCe       | 4        | 16       | 1998           | 201 (273) / 5500            | 360 / 3000 – 5000               | 6,0             | 255          | 7/2014 – 2016    | 3          |
| Dieselmotorer |          |          |                |                             |                                 |                 |              |                  |            |
| 1.5 dCi       | 4        | 8        | 1461           | 66 (90) / 4000              | 200 / 1750                      | 12,5            | 180          | 9/2008 – 2016    | 1, 2       |
| 1.5 dCi       | 4        | 8        | 1461           | 78 (106) / 4000             | 240 / 1750                      | 10,5            | 190          | 9/2008 – 2/2012  | 1, 2, 3    |
| 1.5 dCi       | 4        | 8        | 1461           | 81 (110) / 4000             | 240 / 1750                      | 11,5            | 190          | 4/2010 – 2016    | 1, 2, 3, 4 |
| 1.5 dCi       | 4        | 8        | 1461           | 81 (110) / 4000             | 260 / 1750                      | 12,1            | 190          | 5/2014 – 2016    | 1, 2, 3, 4 |
| 1.6 dCi       | 4        | 16       | 1598           | 96 (130) / 4000             | 320 / 1750                      | 9,8             | 200          | 2/2012 – 2016    | 1, 2       |
| 1.9 dCi       | 4        | 8        | 1870           | 96 (130) / 3750             | 300 / 1750                      | 9,5             | 205          | 9/2008 – 2/2012  | 1, 2, 3, 4 |
| 2.0 dCi man.  | 4        | 16       | 1995           | 118 (160) / 3750            | 380 / 2000                      | 8,7             | 215          | 4/2009 – 2016    | 1, 2, 3, 4 |
| 2.0 dCi aut.  | 4        | 16       | 1995           | 110 (150) / 3750            | 360 / 2000                      | 9,5             | 210          | 10/2010 – 2/2012 | 1, 2, 3, 4 |
| 2.0 dCi       | 4        | 16       | 1995           | 120 (163) / 3750            | 380 / 2000                      | 8,5             | 215          | 8/2012 – 2016    | 1, 2, 3    |

1. ↑  Varianter: 1 = Hatchback, 2 = Grandtour, 3 = Coupé, 4 = Coupé-Cabriolet

## Sikkerhed
I juni 2014 blev Euro NCAP-kollsionstesten for Mégane III offentliggjort, hvor modellen kun fik tre stjerner ud af fem mulige, da blandt andet kontakten til deaktivering af airbagen i passagersiden var misforståeligt beskrevet og de bageste sikkerhedsseler ikke var beskrevet på alle sprog. Disse mangler blev efterfølgende rettet, hvorefter Mégane III blev testet igen og i november 2014 fik fire stjerner ud af fem mulige.